# Анна фон Лібен
Анна фон Лібен, до шлюбу Тодеско (* 26 вересня 1847, Відень, Австрійська імперія; † 31 жовтня 1900, там само) — одна з перших пацієнток Зигмунда Фрейда під псевдонімом Сесілі М. (Cäcilie M.), яку він називав своєю вчителькою. Завдяки багаторічній роботі тричі на тиждень з Анною фон Лібен Фрейд зміг інтенсивно пізнати функцію психіки та розвинув метод вільних асоціацій. Однак його лікування не призвело до покращень у її стані.

## Ранні роки
Вона була дочкою Едуарда Тодеско, багатого підприємця єврейського походження, і його дружини Софі Гомперц, яка народилася в Брно і в ранньому віці зазнала долі золотих кліток родичів. Палац родини Тодеско у Відні був побудований їхнім батьком між 1861 і 1865 роками. Будівля має близько 500 кімнат і була або є сповненою скарбів мистецтва. Перший поверх займала родина Леопольда фон Лібена, що в 1877 році отримав титул президента Віденської біржової палати. Спочатку тут проживали лише родини Тодеско та Лібен.
Анна Тодеско була дуже талановитою, любила шахи і цікавилася математикою. У 1866, у віці 18 років, Анна втекла до Лондона, щоб жити зі своєю сестрою Францискою (Фанні), яка 28 квітня 1866 року стала першою дружиною дуже багатого Генріха фон Вормса (де Вормса). Цей шлюб також пізніше закінчився розлученням. У Лондоні однак, Анна не одужала, а натомість сильно захворіла.

## Примусовий шлюб
У 1868 році Анна повернулася до Відня за наполяганням батьків і 3 грудня 1871 року в палаці Тодеско стала дружиною Леопольда фон Лібена (* 7 травня 1835; † 20 березня 1915), на 12 років старшого за неї сусіда по палацу. Іґнац Лібен був її свекром, Адольф Лібен — зятем. 
У небажаному шлюбі Анна фон Лібен народила трьох дочок та двох синів:
- Ільза фон Лібен (нар. 13 лютого 1873), дружина Вільгельма Лембрюггена
- Валері фон Лібен (7 квітня 1874), дружина нейрофізіолога Йоганна Пауля Карплюса (1866—1936). Померла у віці 63 років у 1938 та залишила сина Генріха Карплюса (нар. 26 жовтня 1905 року).
- Доктор. філ. Ернст фон Лібен (19 травня 1875 в Обер-Деблінгу поблизу Відня; † 31 липня 1970 у Відні). Його перший шлюб був 3 квітня 1919 року, Марія Тумб (* 3 квітня 1895; † 1978; розлучився 31 грудня 1921), 9 травня 1923 року одружився з Розою Ендер (* 14 квітня 1903 ; шлюб розпався 11 листопада 1925), у третьому шлюбі 25 лютого 1926 у Відні з Сібіллою Блей (22 березня 1897, Цюріх, Швейцарія; † 14 березня 1962, Коста-да-Капаріка, Португалія), донька Франца Блея. Дочка від першого шлюбу: Елінор Грюнбаум (28 червня 1921, Відень), одружена з Йоганнесом Грюнбаумом (13 лютого 1917).[1][2] Був заможною людиною як промисловець і банкір.[3]
- Роберт фон Лібен (5 вересня 1878 р. у Відні; † 20 лютого 1913 р. там же) електрифікував сімейний палац Тодеско-Лібенів у Відні, коли йому було 11, а пізніше винайшов першу електронну лампу з ефектом підсилювача. Він одружився з акторкою Анні Шиндлер з Вайкерсдорфа / Бадена в Австрії, яка померла в Лондоні в 1948 році. Йому самому було лише 34 роки.
- Генрієтта фон Лібен (5 травня 1882—1978), дружина Едуарда Мотесіцького фон Кессельфьокло (народився 27 вересня 1866 — 12 грудня 1909). Генрієтта втекла до Англії з дочкою Марі-Луїзою фон Мотесіцькою (1906—1996; відома художниця) у 1938 році, де вони залишилися до кінця життя. Син Карл Мотесіцький фон Кессельфьокльо (1904—1943) залишився в Австрії, був активним учасником опору, убитий в Освенцимі в 1943 році.

## Лікування у Фрейда
Анна все частіше страждала від істерії і часто була прикута до ліжка. Після народження дітей вона розвинула залежність від морфіну. У 1887 році вона зустріла Зигмунда Фрейда, на 10 років молодшого за неї, який опікувався нею до 1895 року. 
Під ім'ям Cäcilie M. вона увійшла в історію медицини як одна з перших пацієнток Фрейда. Пізніше він називав її своєю вчителькою. Завдяки відносно тривалому та особливо інтенсивному періоду лікування (зустрічі майже безперервно тричі на тиждень протягом багатьох років) Фрейд зміг інтенсивно пізнати функцію психіки. Анна фон Лібен жила в постійному страху перед інституціоналізацією. Зигмунд Фрейд розвинув свій перший досвід лікування мови з новим на той час елементом вільних асоціацій. Однак його лікування не призвело ні до позбавлення від морфінової залежності, ні навіть до лікування.

## Кінець життя
Коли 9 липня 1895 року померла її мати, вона призначила Анну фон Лібен разом з двома сестрами універсальними спадкоємицями, яким вона залишила свій статок, що оцінювався майже в 2 мільйони флоридських флоринів.
Анна фон Лібен померла 31 жовтня 1900 року у Відні. Її вшановували як «шляхетну, високоморальну пані», яка «користувалася великим захопленням і загальною пошаною через свою доброзичливість і доброту», тому її «смерть […] була глибоко оплакована в найширших колах». Похорон відбувся 2 листопада 1900 року «з надзвичайно великою присутністю». Її труну прикрашали понад 80 вінків. До списку видатних скорботників входили: президент Об'єднаного вищого контрольного офісу Ернст фон Пленер, керуючий Австро-Угорським банком Леон Ріттер фон Білінскі та Еміль Санто. Головний рабин Моріц Гюдеманн виголосив «глибокий некролог». Анна фон Лібен була похована в сімейному склепі на кладовищі Деблінг.

## Праці
- Anna von Lieben: Gedichte. Ihren Freunden zur Erinnerung. Fromme, Wien 1901.